# Facultad Latinoamericana de Ciencias Sociales
Die Facultad Latinoamericana de Ciencias Sociales (FLACSO) (deutsch Lateinamerikanische Fakultät für Sozialwissenschaften) ist eine länderübergreifende Organisation zur Forschung, Lehre und Förderung der Sozialwissenschaften in Lateinamerika. Sie wurde am 17. April 1957 auf Initiative der UNESCO in Rio de Janeiro anlässlich der Conferencia Latinoamericana de Ciencias Sociales gegründet.
Sie ist engagiert in Forschung und Forschungsförderung sowie der Postgraduiertenausbildung in den Niederlassungen in den Mitgliedsländern. So werden in der Regel eine Reihe von Spezialisierungen, Diplomados, Maestrías und Promotionsprogramme mit politikwissenschaftlicher, soziologischer, wirtschaftswissenschaftlicher, kulturanthropologischer oder interdisziplinärer Ausrichtung angeboten. Ebenso bieten die Niederlassungen ein reichhaltiges Kulturprogramm an.
Mitgliedsländer sind Argentinien, Bolivien, Brasilien, Costa Rica, Kuba, Chile, Ecuador, Honduras, Guatemala, Mexiko, Nicaragua, Panama, die Dominikanische Republik und Suriname.
Seit Bestehen wurden über 12.000 Fachkräfte (Stand 2018) in Postgraduiertenkursen ausgebildet.
Die Ergebnisse der von der FLACSO geförderten Forschungen werden zum Großteil im eigenen Verlag veröffentlicht, dem Editorial FLACSO in Quito.
Generalsekretärin der FLACSO ist seit 2016 die Historikerin Josette Altmann Borbón aus Costa Rica.